# Józef Krzysztofowicz (biskup)
Józef Krzysztofowicz (ur. 1762, zm. 26 lutego 1816) – duchowny ormiańskokatolicki, biskup.

## Życiorys
Święcenia kapłańskie przyjął około 1784.
Był kolejno proboszczem w Mohylowie Podolskim (1800), kanonikiem w Kamieńcu Podolskim (1804). Mianowany biskupem tytularnym Arca in Phoenicia oraz biskupem pomocniczym w Kamieńcu dla katolików obrządku ormiańskiego (1806), a następnie administratorem wikariatu mohylowskiego (1809). Konsekrowany na biskupa w 1810. Zwierzchnik wszystkich rosyjskich parafii ormiańskokatolickich.